# 埃根豪森
埃根豪森是德国巴登-符腾堡州的一个市镇。总面积10.01平方公里，总人口1880人，其中男性954人，女性926人（2011年12月31日），人口密度188人/平方公里。